# Mithraismus

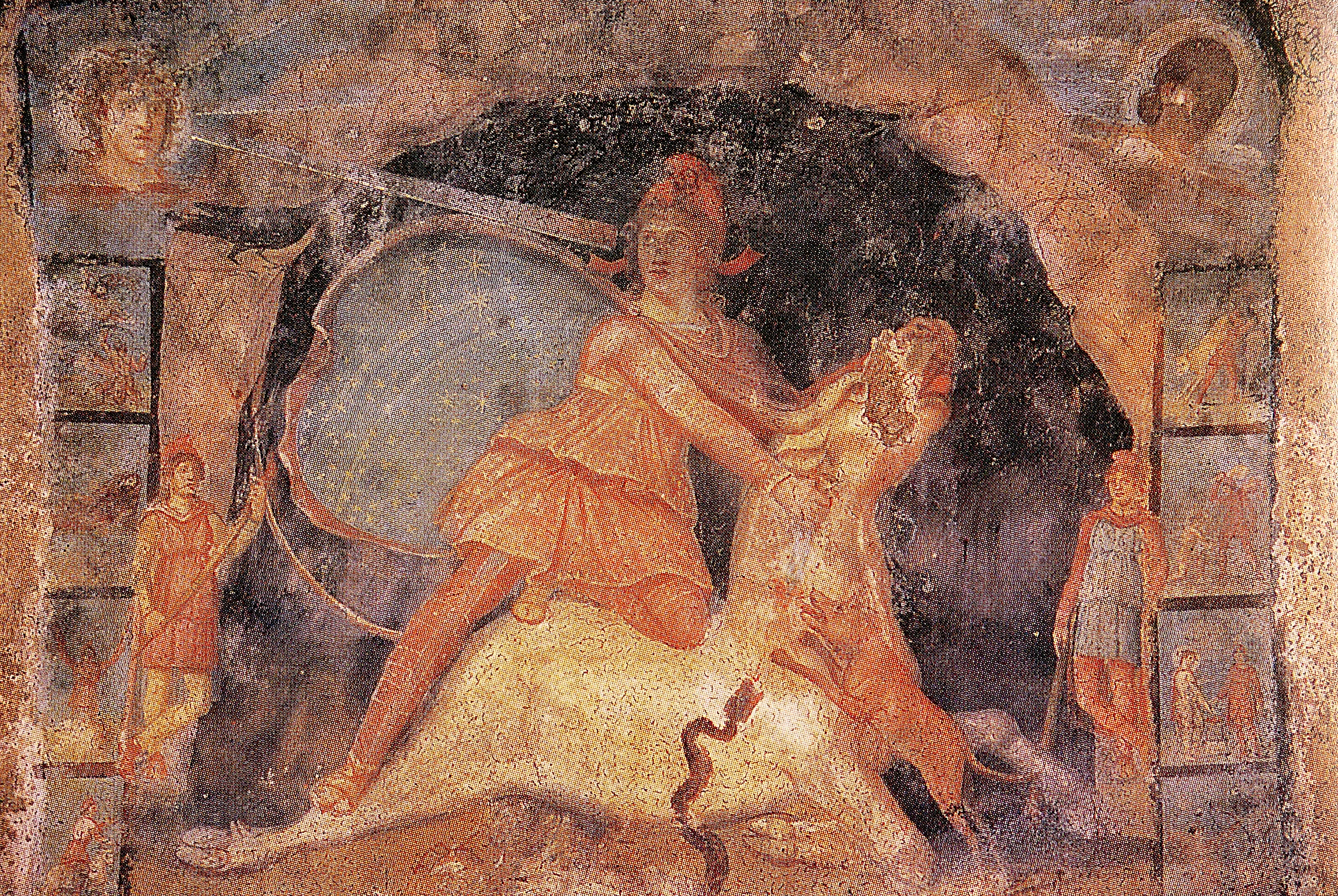
Fresko mit Stiertötungsszene aus dem Mithräum in Marino, 2. oder 3. Jahrhundert

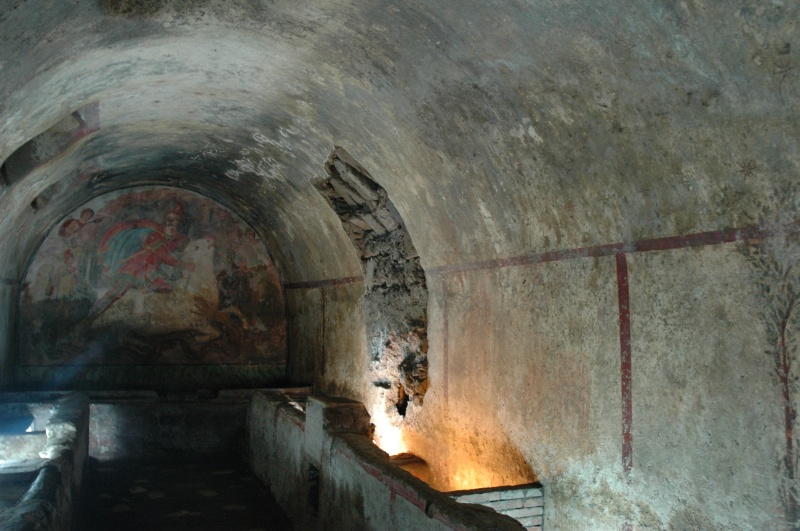
Mithräum von Santa Maria Capua Vetere nahe Neapel

Der Mithraismus oder Mithraskult war ein seit dem 1. Jahrhundert n. Chr. im ganzen Römischen Reich verbreiteter Mysterienkult exklusiv für Männer, in dessen Zentrum die Gestalt des Mithras stand. Ob diese Gestalt mit dem iranischen Gott oder Heros Mithra identifiziert oder aus ihr abgeleitet werden kann, wie bis zur Mitte des 20. Jahrhunderts noch allgemein angenommen wurde, ist ungewiss, denn der römische Mithraskult weist in seiner Mythologie und religiösen Praxis deutliche Unterschiede zur indisch-iranischen Mithra-Verehrung auf. Somit ist heute umstritten, ob der römische Mithraskult sich aus einer Seitenströmung des Zoroastrismus entwickelt hat oder eine synkretistische römische Neuschöpfung ist.
Während die Göttergestalt Mithra in Kleinasien seit dem 14. Jahrhundert v. Chr. belegt ist, wird der römische Mithraismus erstmals vom römischen Dichter Statius († 96) erwähnt. Die ältesten nachgewiesenen Mithräen stammen aus der Mitte des 2. Jahrhunderts, die spätesten aus der Mitte des 5. Jahrhunderts. Seinen Höhepunkt erreichte der Kult Ende des 2. Jahrhunderts und im 3. Jahrhundert, nachdem sich Kaiser Commodus (180–192) ihm angeschlossen hatte. Die Verbindung zum Sonnengott Sol wurde dabei im Laufe der Zeit immer enger, bis Mithras und Sol schließlich oft verschmolzen. Als Sol Invictus Mithras wurde der Gott so besonders seit Aurelian von zahlreichen Kaisern verehrt, so auch noch vom jungen Konstantin I. (306–337). Mit der Durchsetzung des Christentums im Römischen Reich verschwand der Mithraismus jedoch innerhalb weniger Generationen und geriet in fast vollständige Vergessenheit, bis er in der Neuzeit durch archäologische Funde wiederentdeckt wurde.
Der Mithraskult war zu seiner Blütezeit im ganzen Römischen Reich verbreitet und war insbesondere in den Grenzprovinzen populär. Die Mithras-Heiligtümer wurden Mithräen genannt und waren oft unterirdisch angelegt oder höhlenartig in Fels gehauen. Die Zeremonien fanden allerdings nicht öffentlich statt. Wie die übrigen Mysterienkulte der griechisch-römischen Welt kreiste auch der Mithraismus um ein Geheimnis, das nur Eingeweihten enthüllt wurde. Bei Eintritt in den Kult wurde jedes neue Mitglied zum strengsten Stillschweigen verpflichtet. Deshalb gründet sich unser Wissen über den Mithraismus nur auf die Beschreibungen außenstehender Chronisten und auf die zahlreich erhaltenen Bildwerke der Mithras-Heiligtümer. Der Mithraismus erfreute sich vor allem unter den römischen Legionären großer Popularität, umfasste jedoch auch sonstige Staatsdiener, Kaufleute und sogar Sklaven. Dagegen waren Frauen strikt ausgeschlossen. Die Organisation des Kults bestand aus sieben Weihestufen oder Initiationsebenen, die das Mitglied bei seinem Aufstieg durchlief.
Über den Inhalt der Glaubenslehre des Mithraismus besteht weitgehende Unklarheit. Da so gut wie keine literarischen Nachrichten über den Mithraskult (sofern es solche überhaupt gegeben hat) erhalten sind, beruhen alle heutigen Überlegungen über seinen Inhalt und seine Formen auf bildlichen Darstellungen, die keine erklärende Beischrift tragen, und Inschriften, die meist lediglich aus kurzen Widmungsworten bestehen. Daher muss bei allen heutigen Deutungen und vor allem bei allen allzu stringenten Darstellungen ein hohes Maß an Spekulation in Rechnung gestellt werden.

## Die Stiertötungsszene

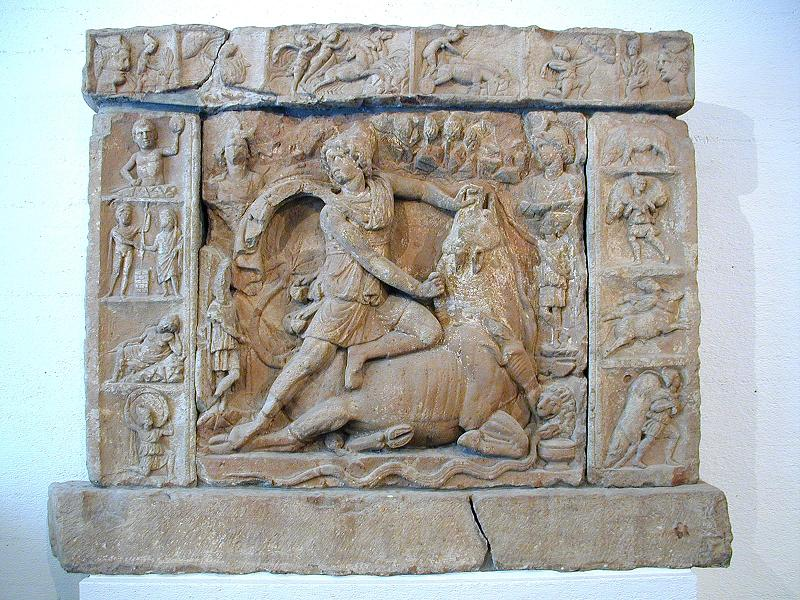
Relief mit Stiertötungsszene aus Heidelberg-Neuenheim, 2. Jahrhundert

Das Hauptmotiv auf Mithrasdenkmälern, Reliefs und Wandmalereien in Mithräen, die so genannte Tauroktonie oder Stiertötungsszene, zeigt Mithras beim Töten eines Stieres. Nach der mithräischen Mythologie hat Mithras diesen Stier offenbar verfolgt, eingefangen und auf seinen Schultern in eine Höhle getragen, wo er ihn zur Erneuerung der Welt opferte. Aus dem Blut und Samen des Stiers regenerieren sich wohl die Erde und alles Leben. Möglich sind hier mythologische Querverbindungen zum Himmelsstier Mesopotamiens und des Gilgamesch-Epos.
Mithras wird als Jüngling dargestellt und ist mit einer römischen Tunika und einer phrygischen Mütze bekleidet. Er kniet in der Stiertötungsszene mit einem Bein auf dem Rücken des Stiers. Mit dem anderen Bein stemmt er sich ab, mit der linken Hand reißt er den Kopf des Stieres nach hinten und mit der rechten Hand tötet er das Tier durch einen Dolchstoß in die Schulter. Dabei wendet Mithras sein Gesicht vom Stier ab, ähnlich wie Perseus beim Töten der Medusa. Die Innenseite von Mithras' Mantel ist oft wie ein Sternenhimmel dekoriert.
Außer Mithras und dem Stier sind auf der Tauroktonie eine Reihe anderer Gestalten abgebildet: eine Schlange, ein Hund, ein Rabe, ein Skorpion sowie manchmal ein Löwe und ein Kelch. Die Deutung dieser Gestalten ist umstritten: während der belgische Mithrasforscher Franz Cumont in seinen Publikationen von 1896 und 1899 darin Gestalten aus der altiranischen Mythologie sah, deuteten andere Forscher vor allem in neuer Zeit diese als Sternbilder. Dabei entspricht der Stier dem Sternbild Stier, die Schlange dem Sternbild Wasserschlange, der Hund dem Sternbild Kleiner Hund, der Rabe dem Sternbild Rabe und der Skorpion dem Sternbild Skorpion. Der Löwe entspricht dem Sternbild Löwe und der Kelch entweder dem Sternbild Becher oder Wassermann. Am Nachthimmel zeigen die Plejaden im Sternbild Stier die Stelle an, an der der Dolch von Mithras in die Schulter des Tieres eindringt.
Ebenfalls werden in der Stiertötungsszene fast immer zwei Fackelträger namens Cautes und Caut(e/o)pates dargestellt, wobei ersterer die Fackel nach oben und letzterer die Fackel nach unten hält. Beide sind wie Mithras gekleidet und haben ihre Beine gekreuzt. Die Deutung der Fackelträger ist nicht endgültig geklärt. Am verbreitetsten ist die Auffassung, Cautes könnte die aufgehende, Cautopates die untergehende Sonne symbolisieren. Der US-amerikanische Religionshistoriker David Ulansey vermutet hingegen, die Fackelträger stünden für die Tagundnachtgleichen: Cautes mit der erhobenen Fackel symbolisiere demnach die Frühlings-Tagundnachtgleiche, Caut(e/o)pates mit der gesenkten Fackel die Herbst-Tagundnachtgleiche. Ihre gekreuzten Beine könnten insofern möglicherweise den Schnittpunkt des Himmelsäquators mit der Ekliptik am Frühlings- und Herbstpunkt bildlich darstellen.

## Mögliche Ursprünge
Die Römer selbst glaubten, dass der Mithraskult aus Persien stamme, und diese Annahme teilten auch die meisten Religionshistoriker bis zur Zweiten Internationalen Mithraskonferenz von 1975. Gelehrte wie Franz Cumont gingen davon aus, dass die Römer einen iranischen Kult um Mithra übernahmen und adaptierten (ähnlich wie im Falle der ägyptischen Isis); heute ist man hier zumeist deutlich vorsichtiger. Zweifelsohne ist „Mithras“ die hellenisierte Form des Namens „Mithra“, und viele Elemente des Mithraskults sind mit der iranischen Kultur verbunden. Zum Beispiel gibt es den mithräischen Weihegrad „Perser“, und Mithras selbst trägt in der Ikonografie das Gewand eines Persers. Jedoch zeichnet sich der römische Mithraskult durch Merkmale aus, die dem iranischen Kult um Mithra völlig fehlen: die Weihestufen, die Geheimhaltung der Glaubenslehre, die Betonung der Astronomie, die höhlenartigen Tempel und die Stiertötungsszene. Das Motiv der Stiertötung existiert zwar in der altiranischen Mythologie (wie auch in vielen anderen antiken Kulturen). Der Kontext ist jedoch gänzlich anders, da zum Beispiel im Zoroastrismus die Stiertötung durch Ahriman ein Akt des Bösen ist. Zudem gibt es keinerlei Hinweise darauf, dass der iranische Licht- und Bündnisgott Mithra irgendetwas mit einer Stiertötung zu tun hatte. Laut Plutarch (um 100 n. Chr.) wurde der Mithraskult von Seeräubern aus Kilikien den Römern überliefert; nicht wenige Forscher nehmen daher an, der römische Mysterienkult um Mithras habe seine Wurzeln im hellenistischen Kleinasien, wo sich iranische und griechische Elemente vermischt hätten.
David Ulansey vertrat dagegen 1989 die These, dass der römische Stiertötungsgott Mithras gar nicht auf dem altiranischen Mithra basiere, sondern vielmehr eine Verbindung zum Gott und Sternbild Perseus habe. Möglicherweise gehe die Entstehung des Mithraskults auf den Perseuskult im kilikischen Tarsos zurück: Der griechische Astronom Hipparch hatte um 128 v. Chr. die bedeutende Entdeckung gemacht, dass das Koordinatensystem der Fixsternsphäre nicht unverrückbar fest steht, sondern insgesamt eine langsame Umwälzung, die Präzession, durchführt. Gemäß heutiger astronomischer Auffassung ist die Präzession eine langperiodische Taumelbewegung der Erdachse, deren Zyklus 25.920 Jahre dauert. Von den damaligen Astrologen wurde sie als Kippbewegung des Himmelsäquators beobachtet, dessen Schnittpunkte mit der Ekliptik (Frühlings- und Herbstpunkt) sich langsam nach Osten verschoben. Hipparchs Entdeckung zeigte, dass der Frühlingspunkt – der damals im Sternbild Widder stand und im 1. Jahrhundert in das Sternbild Fische überging – sich 2000–3000 Jahre früher im Sternbild Stier befunden haben musste.
Es war, so Ulansey, naheliegend, den Untergang des „Stierzeitalters“ durch die Tötung eines Stieres zu symbolisieren. Bei den Stoikern, die traditionell ein großes Interesse an Astrologie, Astralreligion und astronomischen Zyklen hatten, war es üblich, ein göttliches Wesen als die Quelle aller Naturkräfte anzusehen. Da die Präzession (scheinbar) die gesamte Fixsternsphäre bewegt, musste der ihr zugrunde liegende Gott mächtiger als die Götter der Sterne und Planeten sein. So ist die Entstehung eines Kultes um diesen „neu entdeckten Gott“, der offenbar die größte Macht über den gesamten Kosmos hatte, plausibel. Dabei bot sich laut Ulansey der Gott Perseus besonders an, die Stiertöterfigur darzustellen, da sich sein Sternbild genau oberhalb des Sternbilds des Stiers befindet. Da Perseus aufgrund seines Namens mit Persien assoziiert wurde, ist es denkbar, dass er durch den einer iranischen Gottheit, Mithra, ersetzt wurde. Zudem herrschte damals in Kleinasien der König Mithridates VI., dessen Name „von Mithra gegeben“ bedeutet und der seine Abstammung (in mystischer Weise) auf Perseus zurückführte. Auch durch diesen Umstand könnte Perseus mit Mithra assoziiert worden sein. Ulanseys Hypothese wurde in der Forschung intensiv diskutiert und fand Zustimmung und Ablehnung; Kritiker merkten an, viele seiner Annahmen seien rein spekulativ. Allgemein durchgesetzt hat sich seine Hypothese daher keineswegs.
Vor allem in der deutschsprachigen Forschung hat hingegen die 1984 von Reinhold Merkelbach entwickelte Hypothese, der Mithraismus sei eine unter Kaiser Vespasian in Rom von einem unbekannten Stifter begründete Religion gewesen, die sich lediglich einen orientalischen Anstrich gegeben habe, um altehrwürdig zu erscheinen, zahlreiche Anhänger.
Festzuhalten bleibt daher letztlich, dass es so gut wie keine allgemein als gesichert angesehenen Erkenntnisse zu den Ursprüngen des römischen Mithraskultes gibt, obwohl in der Literatur teils anderes suggeriert wird.

## Mithras als Sonnengott

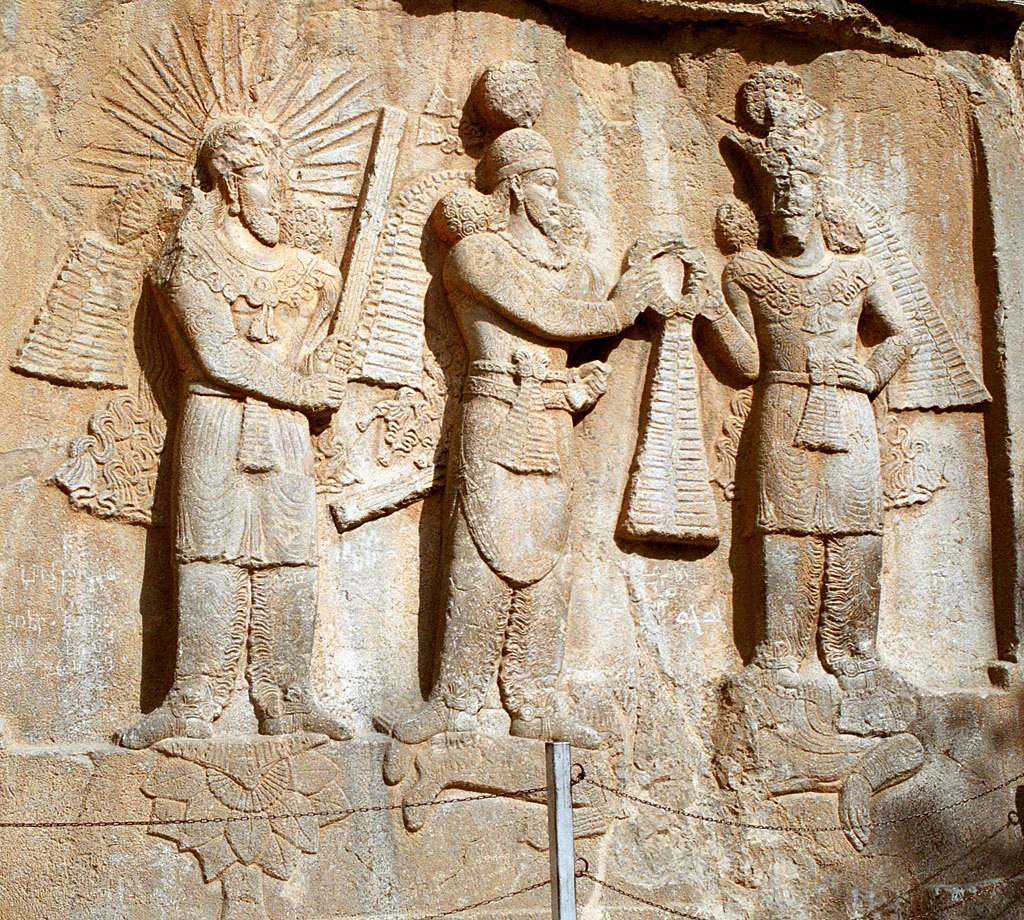
Investiturrelief Ardaschirs II. aus Taq-e Bostan aus dem Jahr 379 n. Chr. König Ardaschir II. empfängt vom Schöpfergott Ahura Mazda (rechts) das Diadem der Macht. Hinter dem König steht Mithra als Sonnengott mit Strahlenkrone und Barsom auf einer Lotusblume stehend. Zu Füßen des Königs, der Ahura Mazda anblickt, liegt eine bärtige Gestalt in römischer Kleidung mit Diadem, die als Kaiser Julian identifiziert wird.

Viele antike Abbildungen zeigen Mithras gleichrangig mit dem Sonnengott Helios bzw. Sol oder als Sieger über den sich ihm unterwerfenden Sol/Helios. Mithras führte später immer öfter den Beinamen Sol invictus, also „unbesiegter Sonnengott“, wohl um auszudrücken, dass er die Rolle des neuen Kosmokrators (Beherrscher des Kosmos) übernommen hatte, die vorher Helios besaß. Dennoch ist Mithras nicht einfach identisch mit Sol und war ursprünglich auch keine Sonnengottheit.
Auch der iranische Gott Mithra war Jahrhunderte zuvor schon oft mit der Sonne gleichgesetzt und als Sonnengott verehrt worden.

## Der löwenköpfige Gott
In der mithrischen Kunst wird häufig auch eine andere Göttergestalt dargestellt, deren Name und Bedeutung unklar ist. Sie stellt eine nackte, aufrecht stehende Menschenfigur mit Löwenkopf dar, um deren Leib sich spiralförmig eine Schlange windet. Möglicherweise stellt auch diese Figur eine von Mithras unterworfene Macht dar, ähnlich wie Perseus die Gorgo/Medusa besiegte. Es wird vermutet, dass der löwenköpfige Gott die Ordnung des Kosmos in seiner Gesamtheit symbolisiert. Eine ähnliche, ebenfalls geflügelte und schlangenumwundene Gestalt ist der aus dem Dionysoskult stammende Aion oder Phanes. Außerdem wird die zoroastrische Verkörperung des negativen Prinzips, Ahriman, der Widersacher des Schöpfergottes Ahura Mazda, löwenköpfig und von einer Schlange umwunden dargestellt.

## Initiationsgrade

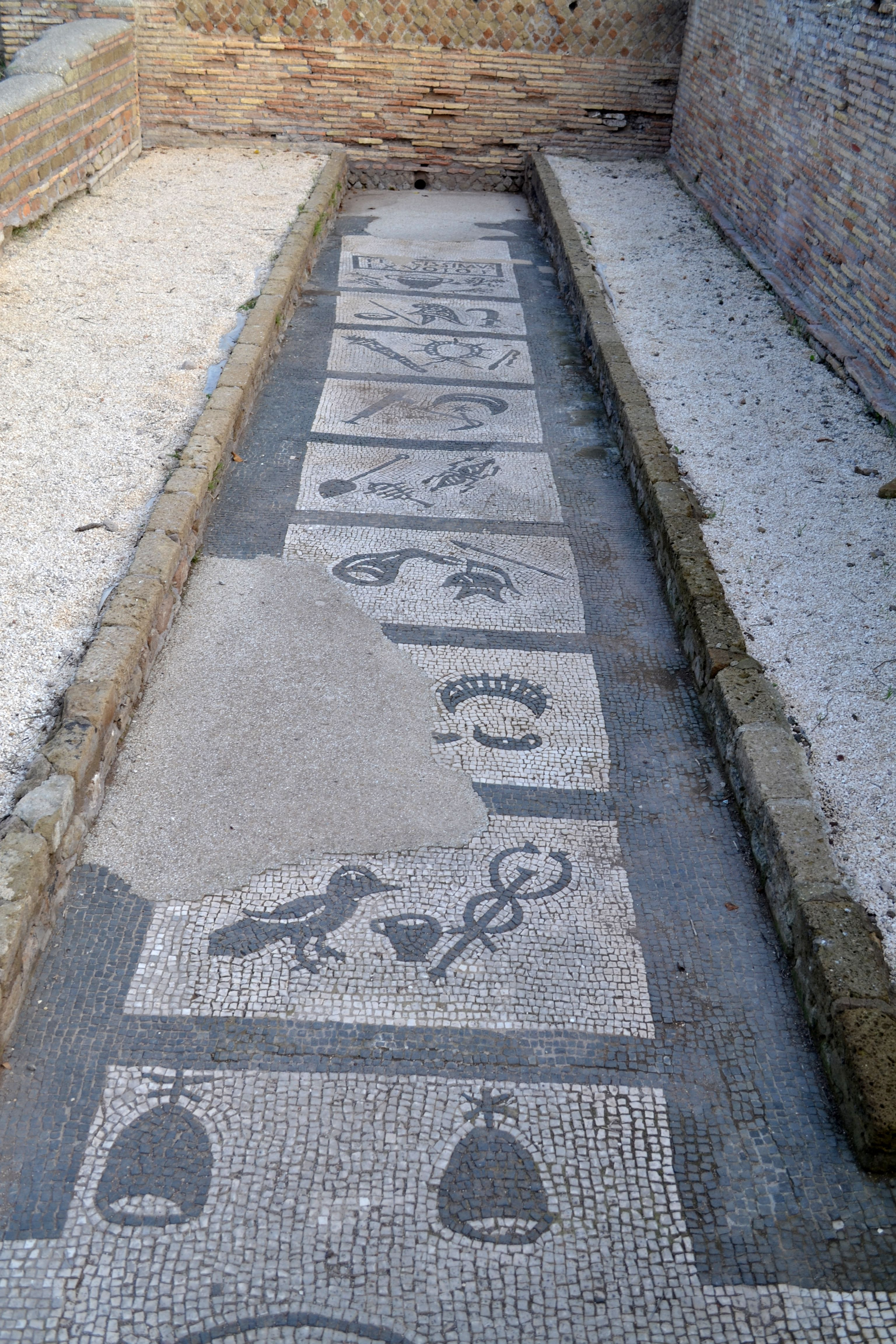
Mosaik im Mitreo di Felicissimus in Ostia mit den Symbolen der Initiationsgrade

Die sieben Initiationsstufen oder Weihegrade des Mithraismus sind:
1. Corax (Rabe)
2. Nymphus (Bräutigam)
3. Miles (Soldat)
4. Leo (Löwe)
5. Perses (Perser)
6. Heliodromus (Sonnenläufer)
7. Pater (Vater)

Diese Weihegrade wurden auch den sieben Wandelgestirnen Merkur, Venus, Mars, Jupiter, Mond, Sonne und Saturn zugeordnet und waren nach Kelsos eine Metapher für die Reise der Seele durch die Planetensphären zum Licht, zu den Fixsternen.

## Riten

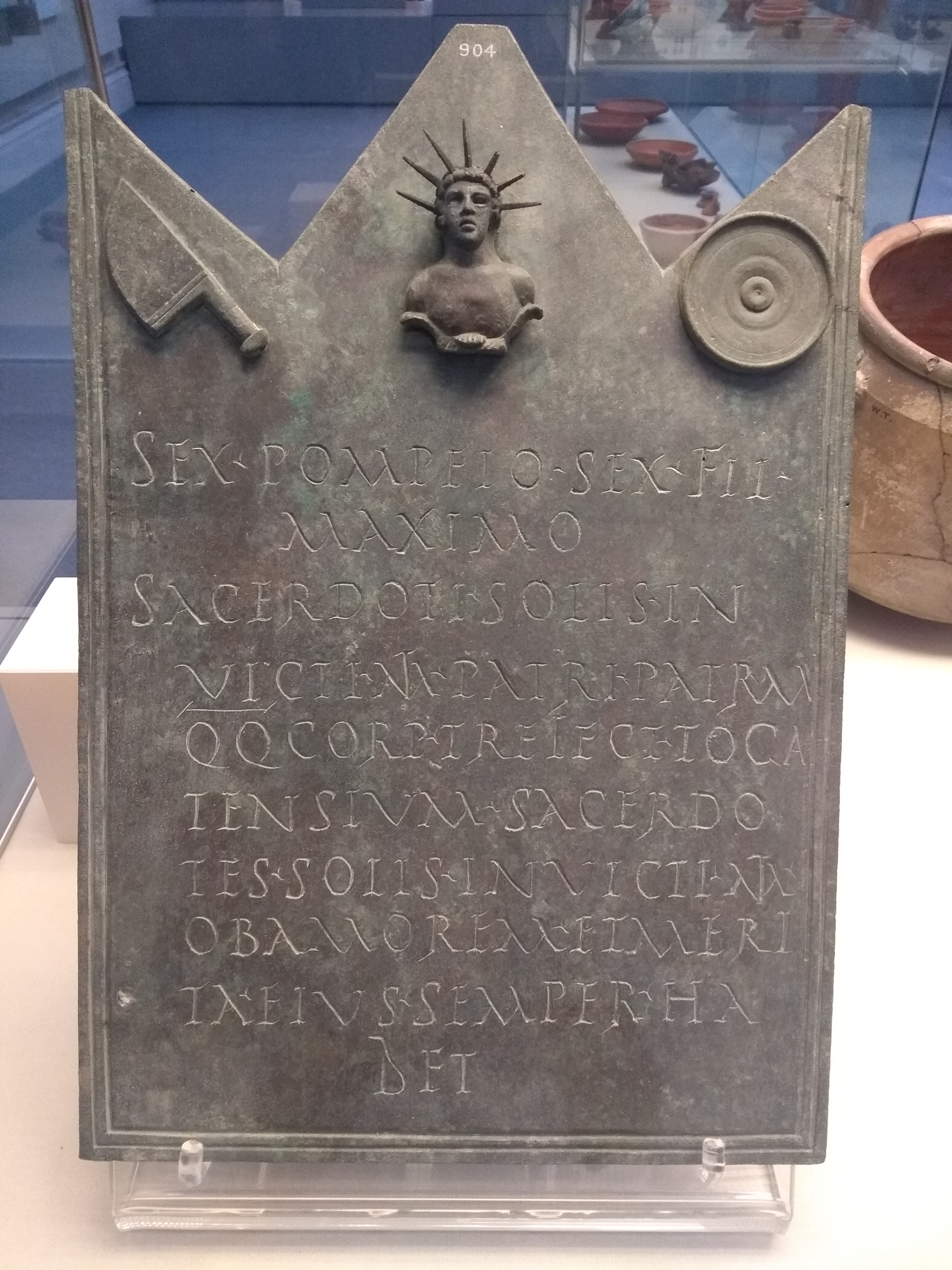
Bronzetafel mit Ehreninschrift für den Mithraspriester Sextus Pompeius Maximus, die neben dem Porträt der Gottheit ein Opfermesser und eine Schale (patera) für das Trankopfer zeigt

Da der Mithraskult keine Textquellen hinterlassen hat, sind polemische Darstellungen christlicher Autoren fast die einzige Quelle für die rituellen Handlungen der Mithrasanhänger. Einige wenige Informationen gibt auch Porphyrios in De antro nympharum. Die Reliefs aus den Mithräen sind in dieser Hinsicht nur sehr vorsichtig zu benutzen. Hinweise auf Riten gibt ferner die Archäologie, etwa durch Funde von Tierknochen oder Kultgeräten.
Die in der älteren Forschung oft beobachtete Gleichartigkeit mithräischer und christlicher Riten (besonders auf das „Kultmahl“ bezogen) hat zur Annahme eines historischen Zusammenhangs geführt. Die Beobachtungen beruhen hauptsächlich auf den Schilderungen christlicher Schriftsteller, die solche Zusammenhänge sehr bewusst in eigenem Interesse herstellen. Sowohl Justin der Märtyrer als auch (hier wohl auf Justin beruhend) Tertullian behaupten, bei den Mithrasmysterien handele es sich um vom Teufel initiierte Imitationen christlicher Sakramente. Entsprechend dürfte eine Angleichung der paganen Riten an diese These stattgefunden haben; sie ist etwa auch nachzuweisen bei Iulius Firmicus Maternus.

### Initiation
Entgegen älteren Ansichten ist über die Initiationsriten des Mithraskultes so gut wie nichts bekannt. Ein Relief aus Capua belegt möglicherweise einen Brotritus; Tertullian spricht von einer „Darbringung von Brot“. Porphyrios nennt Honigriten bei der Einweihung in den Grad des Löwen. Justin vergleicht Eucharistie und die Initiationszeremonien des Mithraskultes; in diesem Kontext berichtet er, Brot und Wasser würden unter Ausspruch bestimmter Formeln gereicht. Tertullian berichtet, dem Mithrasanhänger werde ein Kranz angeboten, den dieser abzulehnen habe mit den Worten „Mithras ist mein Kranz“. Die Initiationsreliefs aus Capua können die Ansicht teilweise bestätigen, dass mit der Initiation gewisse Torturen verbunden waren.

### Stieropfer
Die in der älteren Forschung weit verbreitete Ansicht, im Mithraskult sei ein Stier geopfert (oder das Taurobolium vollzogen) worden, konnte durch die Archäologie nicht bestätigt werden: Die Knochenfunde, die bisher analysiert wurden, enthalten keine Stierknochen.

### Mahl
Das nach der Stiertötung häufigste Motiv der mithräischen Reliefs zeigt Sol und Mithras beim gemeinsamen Mahl. Gelegentlich wird deutlich, dass dabei das Fleisch des Stieres gegessen wird. Die Mithrasanhänger haben anscheinend ihr Gemeinschaftsmahl vor diesem Hintergrund verstanden. Reliefs aus dem Mithräum unter der Kirche Santa Prisca in Rom legen den Eindruck nahe, dass die Träger der höchsten Grade (Pater und Heliodromus) auf einer besonderen Bank (die auch in Capua archäologisch bezeugt ist) die Rollen von Mithras und Sol einnahmen. Unklar ist aber, ob die anderen Mitglieder der Gemeinde zum gleichen Zeitpunkt aßen, ob also jedes Gemeinschaftsmahl diese Form hatte oder dies nur ein einmaliger Ritus war. Die Vermutung, dass Brot und Wein beim Mahl Fleisch und Blut des Stieres symbolisierten, ist naheliegend. Reliefs zeigen auch Trauben und Fische als Gegenstand des Mahls. In Tienen (Belgien) sind Überreste eines großen Festmahls gefunden worden, das nicht im begrenzten Kreis der Besucher der Mithrasgrotte stattgefunden haben kann. Offenbar war zumindest hier die Teilnahme auch Nichtmitgliedern möglich. Es ist unklar, ob dem Mahl eine kultische Bedeutung zukam.

### Dramatisierung des Mythos
Wenn das Mahl der Mithrasanhänger so gehalten wurde, wie es Mithras und Sol getan haben, lässt es sich als ein „Nachspielen“ bzw. eine „Aktualisierung“ des Mythos im Ritual begreifen. Weitere Beispiele dafür finden sich auf dem Mainzer Mithrasgefäß (in der Deutung von Roger Beck): Der Pater wiederholt den Pfeilschuss, mit dem Mithras Wasser aus einem Fels quellen ließ. Der Heliodromus imitiert – nach Beck – den Lauf der Sonne (des Sonnengottes Sol). Es habe sich also nicht um einen Mythos, sondern um eine Doktrin gehandelt. In der engen Beziehung von Mythos und Ritual kann man eine Gemeinsamkeit von Mithrasmysterien und Christentum sehen.

## Das Ende des Mithraismus

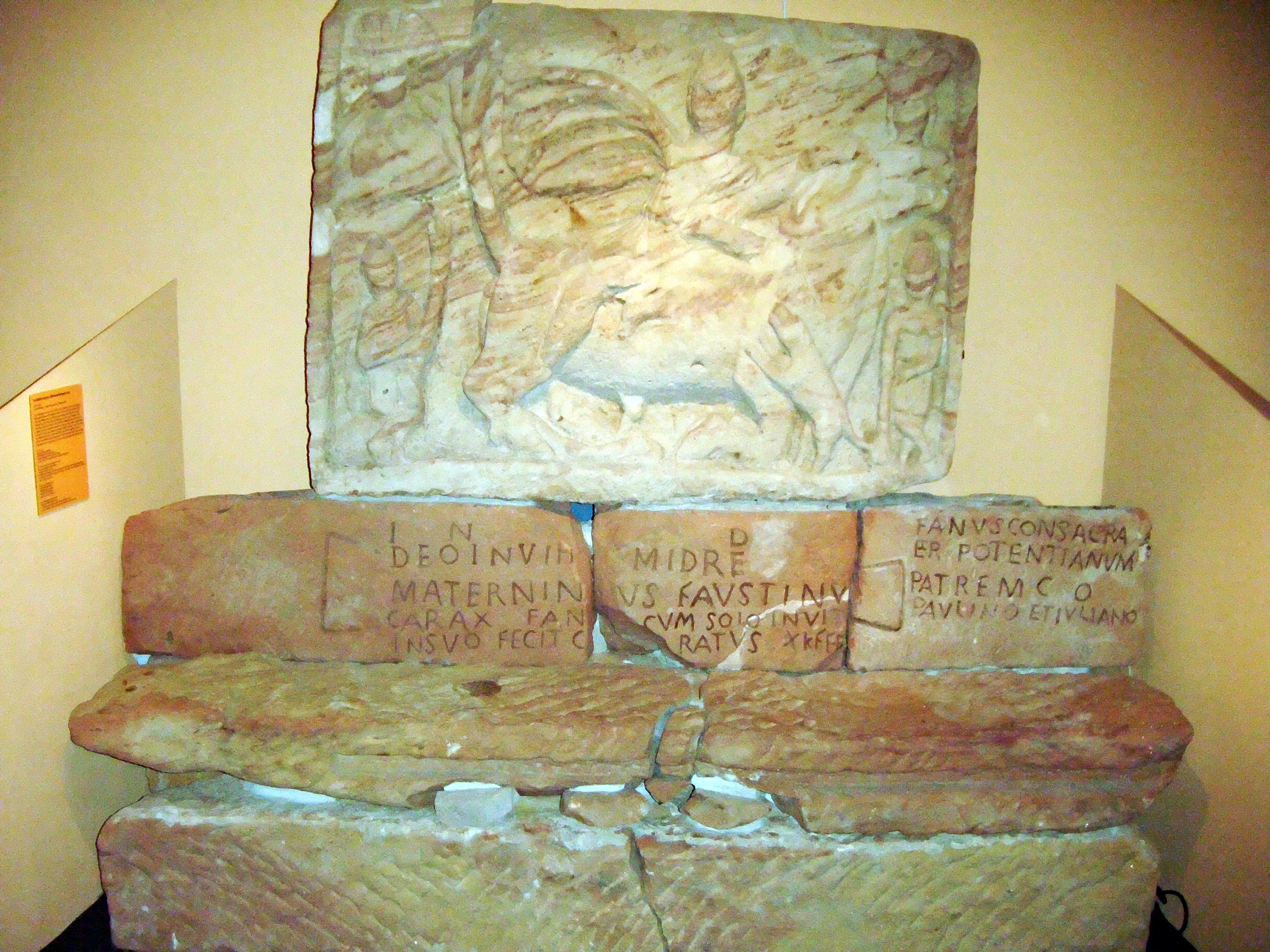
Altar aus dem Mithras-Heiligtum von Gimmeldingen im Historischen Museum der Pfalz, der späteste Weihaltar für Mithras nördlich der Alpen

Anders als das Christentum wurde der Mithraskult im Römischen Reich zunächst nicht verfolgt. Kaiser Aurelian (regierte 270–275) machte den Kult des Sol Invictus, welcher im Einklang mit dem Mithraismus stand, sogar kurzzeitig zur Staatsreligion. Der Mithraismus war allerdings nie ein öffentlicher Kult des Römischen Reiches und erlebte trotz seiner starken Verbreitung keine staatliche Unterstützung. Erst 391, als das Christentum durch Kaiser Theodosius I. zur Staatsreligion wurde, wurde die Ausübung anderer Religionen bei Todesstrafe verboten. Als Folge davon ging der Mithraismus offenbar innerhalb kürzester Zeit unter. Ansprechend ist die These von Reinhold Merkelbach, dass der Mithraismus als Religion der Loyalität zum Kaiser mit dessen Hinwendung zum Christentum einfach seinen Gegenstand verloren habe.
Die Mehrzahl der ergrabenen Mithräen wurde einfach aufgelassen, die gefundenen Kultbilder weisen meist keine Anzeichen willkürlicher Zerstörung auf. Wo über Mithräen christliche Kirchen gebaut wurden (zum Beispiel Rom, Santa Prisca und San Clemente), ist dies am ehesten auf die Eigentumsverhältnisse zurückzuführen und die aufgelassenen Mithräen sind lediglich durch die Baumaßnahmen beschädigt worden.

## Mithraismus und Christentum
Von manchen Religionswissenschaftlern werden Parallelen zwischen dem Mithraismus und dem Christentum, insbesondere zwischen der Figur des Mithras und Jesus Christus aufgeführt.